# Oroville (Califòrnia)
Oroville és una població dels Estats Units a l'estat de Califòrnia. Segons una estimació del 2008 tenia 14.684 habitants.

## Demografia
Segons el cens del 2000, Oroville tenia 13.004 habitants, 4.881 habitatges, i 2.948 famílies. La densitat de població era de 409,9 habitants/km².
Dels 4.881 habitatges en un 33,9% hi vivien nens de menys de 18 anys, en un 36,4% hi vivien parelles casades, en un 18,9% dones solteres, i en un 39,6% no eren unitats familiars. En el 33,2% dels habitatges hi vivien persones soles el 14,5% de les quals corresponia a persones de 65 anys o més que vivien soles. El nombre mitjà de persones vivint en cada habitatge era de 2,5 i el nombre mitjà de persones que vivien en cada família era de 3,19.
Per edats la població es repartia de la següent manera: un 30,1% tenia menys de 18 anys, un 10,3% entre 18 i 24, un 25,8% entre 25 i 44, un 19,2% de 45 a 60 i un 14,7% 65 anys o més.
L'edat mediana era de 33 anys. Per cada 100 dones de 18 o més anys hi havia 90,7 homes.
La renda mediana per habitatge era de 21.911 $ i la renda mediana per família de 27.666 $. Els homes tenien una renda mediana de 28.587 $ mentre que les dones 21.916 $. La renda per capita de la població era de 12.345 $. Entorn del 16,2% de les famílies i el 23,1% de la població estaven per davall del llindar de pobresa.

## Poblacions més properes
El següent diagrama mostra les poblacions més properes.